# Cyanotis repens
Cyanotis repens är en himmelsblomsväxtart som beskrevs av Robert Bruce Faden och D.M.Cameron. Cyanotis repens ingår i släktet Cyanotis och familjen himmelsblomsväxter.

## Underarter
Arten delas in i följande underarter:
- C. r. repens
- C. r. robusta